# (55735) Magdeburg
(55735) Magdeburg ist ein Asteroid des Hauptgürtels, der am 22. August 1987 vom deutschen Astronomen Freimut Börngen an der Thüringer Landessternwarte Tautenburg entdeckt wurde.
Benannt wurde er am 6. August 2003 nach der Stadt Magdeburg, der Hauptstadt des deutschen Bundeslandes Sachsen-Anhalt.